# 코카 (페이스트리)

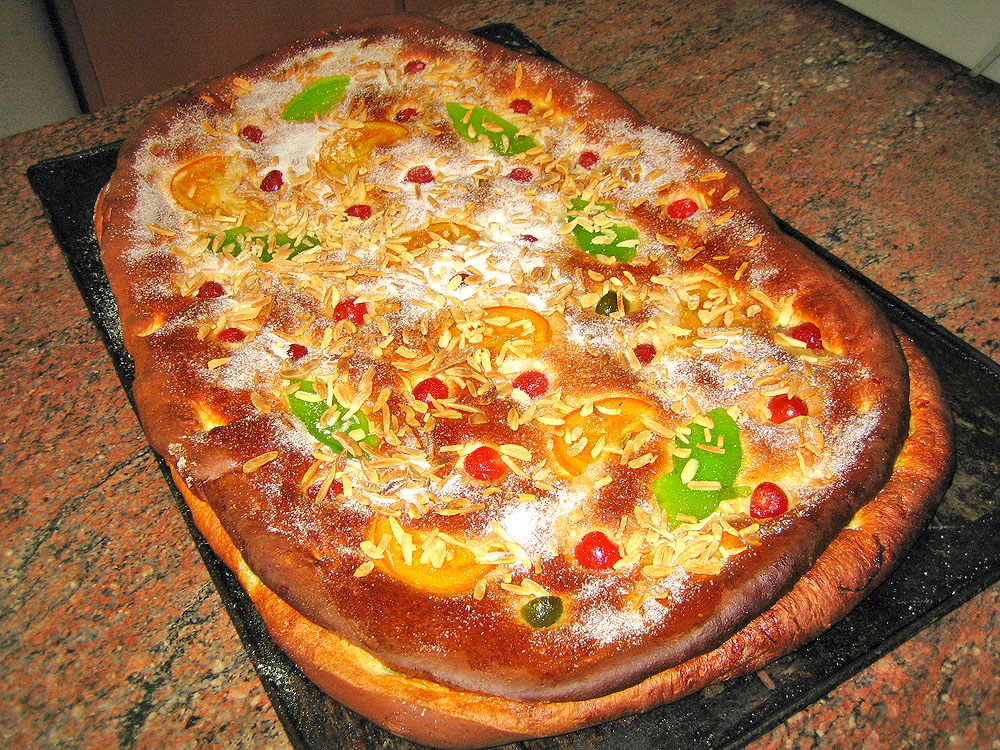
과일 설탕절임과 잣으로 만든 달콤한 코카인 '코카 데 산트 조안 (Coca de Sant Joan)'. 카탈루냐에서는 하지 축제 때 주로 먹는다.

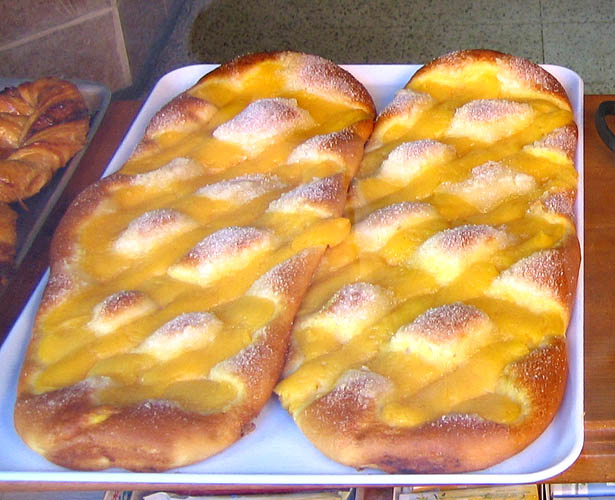
카탈루냐 크림을 올린 '코카 데 크레마 (Coca de crema). 달콤한 코카의 대표적인 예

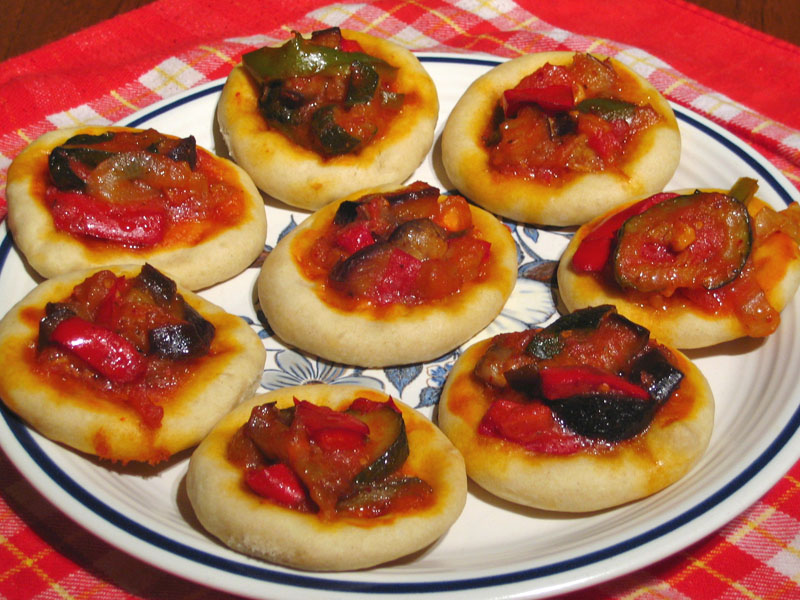
삼파이나를 올린 코카의 발렌시아 지방 버전인 '코카 데 무야도르 (Coca de mullador)'. 짭짤한 코카의 대표적인 예로 라타투유와 비슷한 요리다.

코카 (Coca, 카탈루냐어 발음: [ˈkokə], 서부 카탈루냐어: [ˈkokɛ])는 카탈루냐 문화권에서 주로 만들어 먹는 페이스트리다.
코카는 전통적으로 지중해 전역에서 먹어왔던 요리 유형 중 하나이기도 하다.

## 어원
카탈루냐어 단어인 'coca' (복수형은 'coques')는 카롤링거 왕조 시기 네덜란드어에서 유래했고, 영어의 'cake'와 독일어의 'kuchen'과 같은 뿌리를 가지고 있다.

## 코카의 재료
코카는 종류가 다양하지만 주를 이루는 종류는 네 가지인데, 달콤한 것과 짭짤한 것, 그리고 위에 덮인 것과 열려 있는 것이 있다. 달콤한 것은 달걀과 설탕이 들어가고, 짭짤한 것은 효모와 소금이 추가로 들어간다. 토핑이나 속재료를 보면 해안 지방에서는 생선과 야채가 보통인 반면 내륙 지방에서는 과일과 견과류, 치즈, 고기를 선호한다. 한편 동시에 달고 짠 코카도 있는데 고기와 과일을 섞은 것이 보통이다.

## 코카의 유형
코카는 거의 모든 종류의 빵을 주재료로 한다. 크기는 5cm에서 1m까지 다양하다. 형태도 다양한데, 대략 다음과 같다.
- 덮은 코카. 파이처럼 생긴 것이나 속재료를 채운 패스츄리.
- 열린 코카. 패스츄리 위에 토핑을 올린 것으로 이뤄진 동그란 코카.
- 구멍이 하나 나있는 코카.
- 일반 코카. 토핑을 전혀 올리지 않은 코카로, 식사 코스 도중에 곁들인다. 어떤 면에서는 멕시코의 타코와 비슷하다.

## 대중적인 종류
수많은 종류 중에서도 가장 흔한 것을 꼽자면 다음과 같은 종류를 들 수 있다.
- 코카 데 레캅테 - 소시지와 야채를 주로 포함한 여러 가지 재료를 올린 짭짤한 코카. 흔히 찾아볼 수 있다.
- 코카 데 트렘포 - 마요르카와 발레아레스 제도의 코카.
- 코카 데 산 조안 - 카탈루냐의 가장 전형적으로 찾아볼 수 있는 달콤한 코카. 성 요한의 전야 (La revetlla de Sant Joan)에 먹는다.
- 코카 데 얀다 - 발렌시아 지역의 코카.
- 코카 데 슐랴 - 코카 데 랴르돈스라고도 흔히 부르는데 베이컨과 다른 고기류가 들어있는 코카로, 산간 지역 어디서든 볼 수 있는 전형적인 코카다.

## 코카와 축제, 대중문화
"코카는 (...) 우리 고장의 전통과 크게 맞물려 있다." 코카는 부자에게도 가난한 사람에게도 친숙한 요리이며, 카탈루냐 요리의 기반을 이루고 있다.
카탈루냐에서 코카는 '페스타 (축제)'나 휴일과 밀접한 관계를 맺고 있다. 휴일 기간에, 특히 부활절 (Pasqua), 크리스마스 (Nadal), 성 요한 전야 (la revetlla de Sant Joan)가 왔을 때 코카를 사거나 만드는 것은 일반적인 일이다. 코카 중에는 성인의 이름을 딴 것까지도 있으며, 그 성인의 축일에 먹기도 한다 (예를 들면 '코카 데 산트 조안'은 성 요한의 코카란 뜻으로 성 요한 축일에 먹는다). 그렇지만 종교나 축제를 이유로 들지 않고 먹는 사람들도 많은데, 특히 이탈리아 같은 지역이었더라면 코카는 그 속에 담긴 특별한 의미가 없었을 것이다. '코카 데 레캅테'가 이런 말에 정확히 들어맞는데, '레캅테'라는 단어가 늘 들판에 나가는 소풍의 일종이다.

## 지중해의 유사한 요리
지중해 요리의 카탈루냐 지방 요리인 코카는 지중해 전역에 각 지역마다 짝을 두고 있는데, 특히 짭짤한 코카가 그러하다. 피자가 있는 이탈리아를 뺀 나머지 나라에서도 코카와 비슷한 케이크와 파이, 페이스트리가 있다. 그 중 세 가지를 들면 프로방스의 피살라디에르, 터키의 라흐마준, 프랑스의 부셰 아 라 렌이 있다. 같은 식으로 달콤한 파이는 유럽 전역에서 찾아볼 수 있다. 예컨대 킹 케이크 (카탈루냐어로는 토르텔 데 레이스)는 카탈루냐 문화권은 물론 오시타니아에서도 새해에 벌이는 전통 중 하나다.

## 같이 보기
- 페이스트리 목록